# Валес (Болцано)
Валес је насеље у Италији у округу Болцано, региону Трентино-Јужни Тирол.
Према процени из 2011. у насељу је живело 386 становника. Насеље се налази на надморској висини од 1379 м.